# Partigiano

Il Monumento al partigiano a Parma

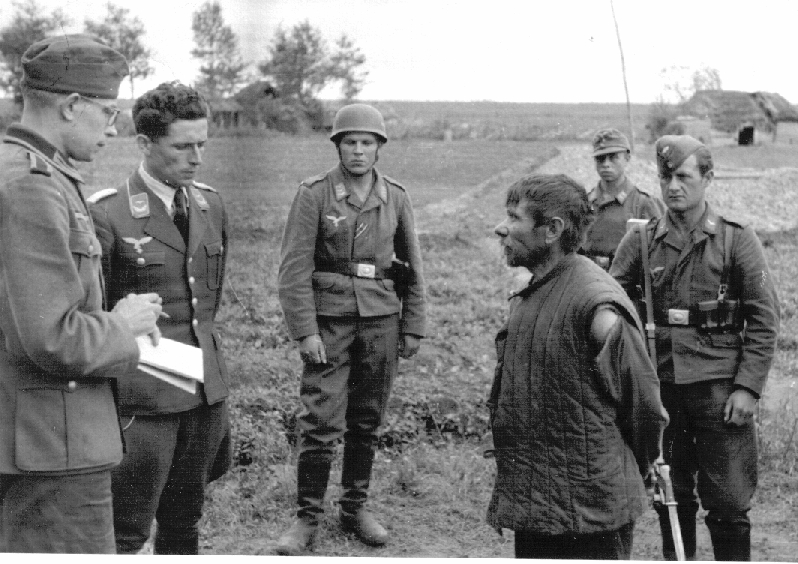
Interrogatorio di un partigiano sovietico catturato in Ucraina nell'estate 1942

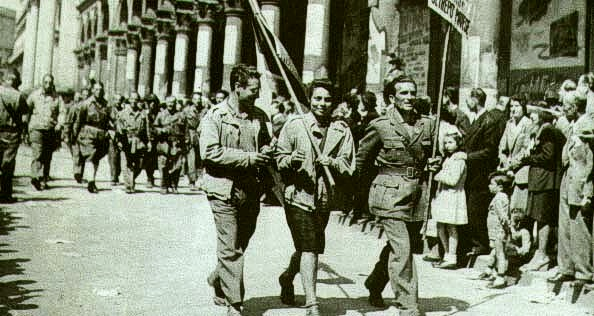
Partigiani italiani sfilano per le strade di Milano appena liberata nel 1945.

Un partigiano è un combattente armato che non appartiene a un esercito regolare, ma a un movimento di resistenza e che solitamente si organizza in bande o gruppi, per fronteggiare uno o più eserciti regolari, ingaggiando una guerra asimmetrica. Ciò che contraddistingue il partigiano dal soldato, oltre all'irregolarità, alla accresciuta mobilità e all'impegno politico e civile, è la sua natura territoriale, legata alla difesa di un'area geografica coincidente con l'area culturale di appartenenza.
¹
Letteralmente significa "di parte", ovvero persona schierata con una delle parti in causa. In Italia, con il termine "partigiano" ci si riferisce ai protagonisti del fenomeno della Resistenza sviluppatasi nei paesi occupati dalle truppe dell'Asse durante la seconda guerra mondiale.
Per "lotta partigiana" si intende una guerra di difesa di natura civile contro un'occupazione militare, la conquista o la colonizzazione di un territorio. Tale forma di conflitto è sancita come lecita anche dalla XX Assemblea Generale dell'ONU (1965) laddove dichiara «la legittimità della lotta da parte dei popoli sotto oppressione coloniale, per esercitare il loro diritto all'autodeterminazione e all'indipendenza», invitando «tutti gli Stati a fornire assistenza morale e materiale ai movimenti di liberazione nazionale nei territori coloniali».

## Storia
Sebbene non indicato con questo termine, la figura del partigiano compare nella storia fin dall'antichità. Possiamo identificare in Spartaco e nel suo esercito irregolare una prima forma di lotta partigiana, ovvero una lotta di forze irregolari contro un potere ufficialmente costituito. In epoca moderna vediamo movimenti partigiani nella guerra partigiana spagnola, che scoppiò in seguito alla sconfitta dell'esercito spagnolo ad opera di Napoleone nel 1808. Si trattò di oltre 200 battaglie combattute non coordinatamente. Episodi di guerriglia partigiana si ebbero anche nel centro Europa, nel 1809 in Austria e Tirolo, presto soffocati nel sangue.
Fondamentale, per il riconoscimento della figura del partigiano, furono gli anni 1812 e 1813 in Prussia. Nel 1812 lo Stato Maggiore prussiano emanò una nota in cui, rifacendosi alla guerra civile spagnola, incitava i germanici alla resistenza partigiana. Questo non fu altro che l'anticipazione dell'Editto prussiano sulla milizia territoriale della primavera del 1813, firmato dal re in persona, che esortava i cittadini alla resistenza, ad opporsi alle forze napoleoniche con ogni tipo di mezzo, a non collaborare con l'invasore e a compiere atti terroristici. Solo pochi mesi dopo, il 17 luglio, l'Editto fu modificato, con lo scopo di reincanalare le forze popolari negli schemi tradizionali della guerra.
La Berlino degli anni tra il 1808 e il 1813 offre perciò la teorizzazione e la legittimazione filosofica del partigiano, sebbene la figura del partigiano verrà cancellata per quasi un secolo dallo Jus Publicum Europaeum. I tedeschi in particolare si ricorderanno della sua esistenza in maniera ufficiale solo alla fine del secondo conflitto mondiale, costituendo due corpi destinati al combattimento contro gli irregolari.
Nel frattempo il partigiano trova un suo spazio specifico in Russia e in Cina. In Russia, dopo la sua comparsa nella campagna napoleonica del 1812 e in Guerra e pace, Lenin ne farà uno strumento del Partito. In Cina, Mao guiderà la lotta partigiana contro il Giappone e contro Chiang Kai-Shek, costruendo attorno ad esse il Partito Comunista, che poneva al centro la figura del partigiano. Lenin ne fece uno strumento del Partito (con una propensione verso l'esterno), Mao partì da esso per costruire il Partito (connotazione maggiormente tellurica).
Durante la seconda guerra mondiale, parallelamente alla Resistenza italiana vi sono state analoghe forme di lotta nel mondo ed in Europa, come ad esempio l'Esercito popolare di liberazione della Jugoslavia, la Resistenza sovietica svoltasi al di là delle linee tedesche, la Resistenza tedesca (la Rosa Bianca e la gruppo attorno al sacerdote Heinrich Maier e la Rote Kapelle) e la Resistenza francese, detta Maquis.
In Italia, nel secondo dopoguerra, il termine "partigiano" fu genericamente utilizzato per definire tutti i combattenti della Resistenza, ma nel corso del conflitto venivano indicati con tale termine coloro che avevano scelto di darsi alla macchia unendosi a formazioni armate, mentre coloro che operavano clandestinamente nelle città venivano chiamati "patrioti".

## Caratteristiche peculiari
- Partecipazione volontaria alla lotta armata (non c'è leva obbligatoria)
- Mancato utilizzo di uniformi o altri segni di riconoscimento (attualmente la convenzione di Ginevra estende la definizione di combattente a qualsiasi elemento armato mentre versioni precedenti obbligavano all'impiego di elementi di riconoscimento[2])
- Organizzazione in bande armate (Brigata partigiana)
- Utilizzo di soprannomi (nom de guerre) per non farsi riconoscere
- Collegamento a organizzazione politica.

## Citazioni
(Cit. in La Minerva Napolitana, il più rappresentativo dei giornali pubblicati a Napoli dopo i moti del 1820-1821.)

## La figura nel diritto

### Il regolamento dell'Aia del 1907
Il Regolamento sulla Guerra Terrestre dell'Aia del 13 ottobre 1907 concernente le leggi e gli usi di guerra del 1907 riconosceva lo status di combattente, nel corso della II Guerra Mondiale, secondo le seguenti condizioni (Art. 1 del Regolamento):
- avere alla loro testa una persona responsabile dei propri subordinati;
- avere un segno distintivo fisso e riconoscibile a distanza;
- portare le armi apertamente;
- conformarsi nelle loro operazioni alle leggi e agli usi della guerra.

affermando inoltre che (Art. 2 del Regolamento): "La popolazione di un territorio non occupato che, all'avvicinarsi del nemico, prende spontaneamente le armi per combattere le truppe d'invasione senza aver avuto il tempo di organizzarsi in conformità dell'articolo 1, sarà considerata come belligerante se essa porta le armi apertamente e se rispetta le leggi e gli usi della guerra."
A causa di questi vincoli, della mancata adozione di una uniforme (segno distintivo fisso in questo caso, significa non facilmente rimovibile da parte del combattente) e delle tecniche di combattimento vicine alla guerriglia e comunque atipiche, vi sono stati forti dibattiti sulla definizione di partigiano, essendo questa figura in taluni casi sovrapponibile con quella del terrorista, anche se tipicamente l'ambito di azione di quest'ultimo ha per oggetto i civili e non le forze militari.

### La terminologia giuridica italiana
In Italia il termine e la qualifica di partigiano, e prima ancora di patriota, sono stati normati per qualificare i combattenti che presero parte alla Guerra di liberazione del 1943-1945, qui di seguito un sunto delle terminologie ufficiali delle qualifiche e dei requisiti per ottenerle:
- Art. n° 9 del Decreto Legislativo Luogotenenziale n° 158 del 05.04.1945 "Assistenza ai patrioti dell’Italia liberata" (GU Serie Generale n° 53 del 02.05.1945)[3]

a) PATRIOTA COMBATTENTE: “gli organizzatori e i componenti stabili od attivi di bande, le quali abbiano effettivamente partecipato ad azioni di combattimento o di sabotaggio; coloro che abbiano compiuto in qualunque modo atti di eccezionale ardimento nella lotta di liberazione”;
b) CADUTO PER LA LOTTA DI LIBERAZIONE: “tutti coloro che, quali combattenti o prigionieri politici, ovvero quali ostaggi o vittime di rappresaglie, siano stati assassinati da nazisti o dai fascisti”;
c) MUTILATO O INVALIDO PER LA LOTTA DI LIBERAZIONE: “tutti coloro che, trovandosi nelle condizioni di cui alla lettera b), abbiano riportato mutilazioni o invalidità”;
d) BENEMERITI DELLA LOTTA DI LIBERAZIONE: “coloro che, pur non avendo i requisiti di patriota combattente, hanno tuttavia svolto con proprio rischio rilevante attività nella lotta di liberazione o collaborato con le bande attive”.
- Artt. nn° 1 e 3 del Decreto Legislativo Luogotenenziale n° 421 del 20.06.1945 "Concessione di premi di solidarietà nazionale ai patrioti combattenti e alle loro famiglie" (GU Serie Generale n° 93 del 04.08.1945)[4][5]:

a) PATRIOTI COMBATTENTI, che abbiano partecipato alla guerra di liberazione (Premio di solidarietà nazionale ₤ 5.000);
b) PATRIOTI, LA CUI PARTECIPAZIONE ALLA GUERRA DI LIBERAZIONE IN FORMAZIONI ARMATE ABBIA AVUTO UNA DURATA DI ALMENO TRE MESI anche non continuativi; nel computo dei tre mesi si comprenderanno anche i periodi trascorsi, successivamente all’inizio dell’attività di patriota combattente in prigionia o internamento o in degenza in luoghi di cura o in licenza di convalescenza per causa di servizio di guerra (Premio di solidarietà nazionale ₤ 10.000);
c) PATRIOTI COMBATTENTI, che abbiano riportato nella lotta di liberazione FERITE GRAVI, INVALIDITÀ O MUTILAZIONI, PATRIOTI DISPERSI O CADUTI IN COMBATTIMENTO O CADUTI PER RAPPRESAGLIE O DECEDUTI IN SEGUITO A FERITE O MALATTIE CONTRATTE IN SERVIZIO (Premio di solidarietà nazionale ₤ 20.000).
- Artt. nn° 7, 8, 9 e 10 del Decreto Legislativo Luogotenenziale n° 518 del 21.08.1945 "Disposizioni concernenti il riconoscimento delle qualifiche dei partigiani e l’esame delle proposte di ricompensa" (GU Serie Generale n° 109 dell’11.09.1945)[6][7][8][9]:

a) PARTIGIANO COMBATTENTE:
1) i decorati al valore per attività partigiana;
2) coloro che sono stati feriti dal nemico in combattimento o feriti in dipendenza della loro attività partigiana;
3a) coloro che a nord della Linea Gotica, hanno militato per almeno tre mesi in una formazione armata partigiana o gappista regolarmente inquadrata nelle forze riconosciute e dipendenti dal C.V.L. e che abbiano partecipato ad almeno tre azioni di guerra a di sabotaggio;
3b) coloro che a sud della Linea Gotica hanno militato per almeno tre mesi in una formazione armata partigiana o gappista regolarmente inquadrata nelle forze riconosciute e dipendenti dal C.L.N. e che abbiano partecipato a tre azioni di guerra o di sabotaggio;
4a) gli appartenenti alle formazioni S.A.P. che, a nord della Linea Gotica, abbiano un periodo minimo di appartenenza di sei mesi e possano dimostrare di aver partecipato almeno a tre azioni di guerra o di sabotaggio;
4b) gli appartenenti, a sud della Linea Gotica, alle formazioni armate cittadine riconosciute dal C.L.N. che abbiano un periodo minimo di appartenenza di tre mesi e possono dimostrare di aver partecipato almeno a tre azioni di guerra o di sabotaggio;
4c) coloro che, a sud della Linea Gotica, pur non avendo fatto parte di formazioni inquadrate dal C.L.N., hanno militato per un periodo di tre mesi in formazioni partigiane o squadre cittadine indipendenti e che possono documentare di aver partecipato ad almeno tre azioni di guerra o di sabotaggio;
5a) coloro che hanno fatto parte, a nord della Linea Gotica, per un periodo di sei mesi di un comando o di un servizio di comando (informazioni, avio-lanci, intendenza, ecc.) inquadrati nell’attività del C.V.L.;
5b) coloro che hanno fatto parte, a sud della Linea Gotica, per un periodo di tre mesi di un comando di un servizio di comando (informazioni, avio-lanci, intendenza, ecc.) inquadrati nell’attività del C.L.N.;
5c) coloro che, a sud della Linea Gotica, pur non avendo fatto parte di formazioni inquadrate nel C.L.N., possono documentare di avere appartenuto per un periodo di tre mesi ad un comando o ad un servizio di comando (in formazioni, avio-lanci, intendenza, ecc.) di formazioni partigiane o squadre cittadine indipendenti;
6) coloro che sono rimasti in carcere, al confino od in campo di concentramento per oltre tre mesi in seguito a cattura da parte di nazi-fascisti per attività partigiana;
7) coloro che, a nord o a sud della Linea Gotica hanno svolto attività ed azioni di particolare importanza a giudizio delle Commissioni.
b) CADUTO PER LA LOTTA DI LIBERAZIONE:
1) i caduti in azioni partigiane, o per ferite contratte in azioni partigiane, o per malattia contratta in servizio partigiano;
2) gli assassinati dai nazi-fascisti perché prigionieri politici, o quali ostaggi, o per rappresaglia;
3) i prigionieri politici morti per i maltrattamenti subiti in carcere od in campo di concentramento.
c) MUTILATO O INVALIDO PER LA LOTTA DI LIBERAZIONE:
1) tutti coloro che, nei casi di cui all’articolo precedente, abbiano riportato mutilazioni od invalidità.
d) PATRIOTA:
1) tutti coloro che, non rientrando nelle categorie di cui ai precedenti articoli, hanno tuttavia collaborato o contribuito attivamente alla lotta di liberazione, sia militando nelle formazioni partigiane per un periodo minore di quello previsto, sia prestando costante e notevole aiuto alle formazioni partigiane.

## Elenco delle repubbliche e dei gruppi partigiani

### In Italia
- Repubblica di Caporetto (settembre - novembre 1943)
- Repubblica partigiana di Alba (10 ottobre - 2 novembre 1944)
- Repubblica dell'Alto Monferrato (settembre - 2 dicembre 1944)
- Repubblica dell'Alto Tortonese (settembre - dicembre 1944)
- Repubblica di Bobbio (7 luglio - 27 agosto 1944)
- Repubblica del Cansiglio (luglio - settembre 1944)
- Repubblica partigiana della Carnia (26 settembre 1944 - 10 ottobre 1944)
- Repubblica partigiana del Corniolo (2 febbraio - marzo 1944)
- Repubblica del Friuli Orientale (30 giugno - settembre 1944)
- Repubblica delle Langhe (settembre - novembre 1944)
- Repubblica di Maschito (15 settembre 1943 - 5 ottobre 1943)
- Repubblica partigiana di Montefiorino (17 giugno - 1º agosto 1944)
- Repubblica partigiana dell'Ossola (10 settembre 1944 - 23 ottobre 1944)
- Repubblica di Pigna (18 settembre 1944 - 8 ottobre 1944)
- Zona libera di Torriglia (settembre - 27 novembre 1944)
- Repubblica della Val Ceno (10 giugno - 11 luglio 1944)
- Repubblica della Val d'Enza e Val Parma (giugno - luglio 1944)
- Repubblica della Val Maira e Val Varaita (giugno - 21 agosto 1944)
- Repubblica partigiana della Val Taro (15 giugno - 24 luglio 1944)
- Repubblica delle Valli di Lanzo (25 giugno - settembre 1944)
- Repubblica partigiana della Valsesia (11 giugno 1944 - 25 aprile 1945)
- Zona libera a di Varzi (19/24 settembre - 29 novembre 1944)
- Repubblica Libera di Forno (9 Giugno - 13 Giugno 1944)

### In Jugoslavia
- Esercito Popolare di Liberazione della Jugoslavia

### In Francia
- Conseil National de la Résistance
- Agir
- Armée Secrète
- Bureau d'Opérations Aériennes
- Carte
- Ceux de la Resistance
- Ceux de la Libération
- Combat
- Combat Zone Nord
- Comité d'Action Socialiste
- Comité Départemental de Libération
- Comité de libération du cinéma français
- Confrérie Notre-Dame
- Défense de la France
- Francs-Tireurs et Partisans
- Francs-Tireurs et Partisans de la Main d'Oeuvre Immigrée
- Francs-Tireur
- Front National
- Interallié
- Liberation-Nord
- Liberation-sud
- Mouvements unis de la Résistance
- Musée de L'Homme
- Organisation Civile et Militaire
- Organisation de la Résistance de l'Armée
- Liberté e Vérité
- Gloria SMH
- Mouvements Unis de la Résistance

## Film
Tra i film aventi come tema il partigiano, ricordiamo:
- Roma città aperta di Roberto Rossellini (1945)
- Achtung! Banditi! di Carlo Lizzani (1951)
- L'agguato di Michael Powell e Emeric Pressburger (1957)
- Le quattro giornate di Napoli di Nanni Loy (1962)
- La ragazza di Bube di Luigi Comencini (1963)
- Il treno di John Frankenheimer (1964)
- Corbari di Valentino Orsini (1970)
- Rappresaglia di George Pan Cosmatos (1973)
- L'Agnese va a morire di Giuliano Montaldo (1976)
- Nemici d'infanzia di Luigi Magni (1995)
- I piccoli maestri di Daniele Luchetti (1998)
- Il partigiano Johnny di Guido Chiesa (2000)
- Graffio di tigre di Alfredo Peyretti (2001)
- Defiance - I giorni del coraggio di Edward Zwick (2008)
- L'uomo che verrà di Giorgio Diritti (2009)

## Documentari
- Nome di Battaglia Donna di Daniele Segre (2016)